# Katastrofa samolotu Let L-410 Turbolet (2018)
Katastrofa samolotu Let L-410 Turbolet – wypadek lotniczy samolotu Let L-410 Turbolet, należącego do linii lotniczych South West Aviation, do którego doszło 9 września 2018 w Yirol w Sudanie Południowym. W wyniku wypadku śmierć poniosło 20 osób (18 pasażerów i 2 członków załogi).

## Wypadek
Prognoza pogody na lotnisku w Yirol wskazywała mgłę z widzialnością 8 km. Podczas lotu widoczność spadła do kilku metrów, a piloci lecąc nad Yirol nie byli w stanie zlokalizować pasa startowego. Samolot przeleciał nad pasem startowym i rozpoczął podejście, będąc nad jeziorem Yirol. Zniżanie kontynuowano do chwili uderzenia samolotu o powierzchnię jeziora.
Na pokładzie samolotu były 23 osoby, w tym 4 dzieci i 2 członków załogi. W wypadku zginęło 18 pasażerów i wszyscy członkowie załogi. Osoby, które przeżyły katastrofę, odniosły poważne obrażenia. Wśród ofiar był anglikański biskup Yirol, Simon Adut Yuang.

## Dochodzenie
Mimo odzyskania rejestratora parametrów lotu 10 września i rejestratora rozmów w kokpicie 30 września, nie było możliwości odczytania żadnych informacji z obu urządzeń, ponieważ skończyły się taśmy i nie zostały one wymienione.
Przeprowadzone badania, oparte na analizach wraku i zeznaniach świadków, pozwoliły na zakwalifikowanie wypadku jako kontrolowany lot ku ziemi i ustalenie przyczyn wypadku:
- Zła pogoda, niepodjęcie decyzji o powrocie do Dżuby lub przekierowania lotu na inne lotnisko[1][5];

- Niekompetencja pilota i błąd w ustawieniu wysokościomierza[1][5];

- Wymiana uszkodzonego śmigła i niepoinformowanie służb bezpieczeństwa o zmianach oraz nieotrzymanie dokumentu dopuszczenia do eksploatacji[1][5].